# 蔡培火
蔡 培火（さい ばいか, 1889年5月22日 - 1983年1月4日）は、台湾の政治家。字は峰山。

## 「台湾同化会」への加入から「台湾文化協会」への加入まで

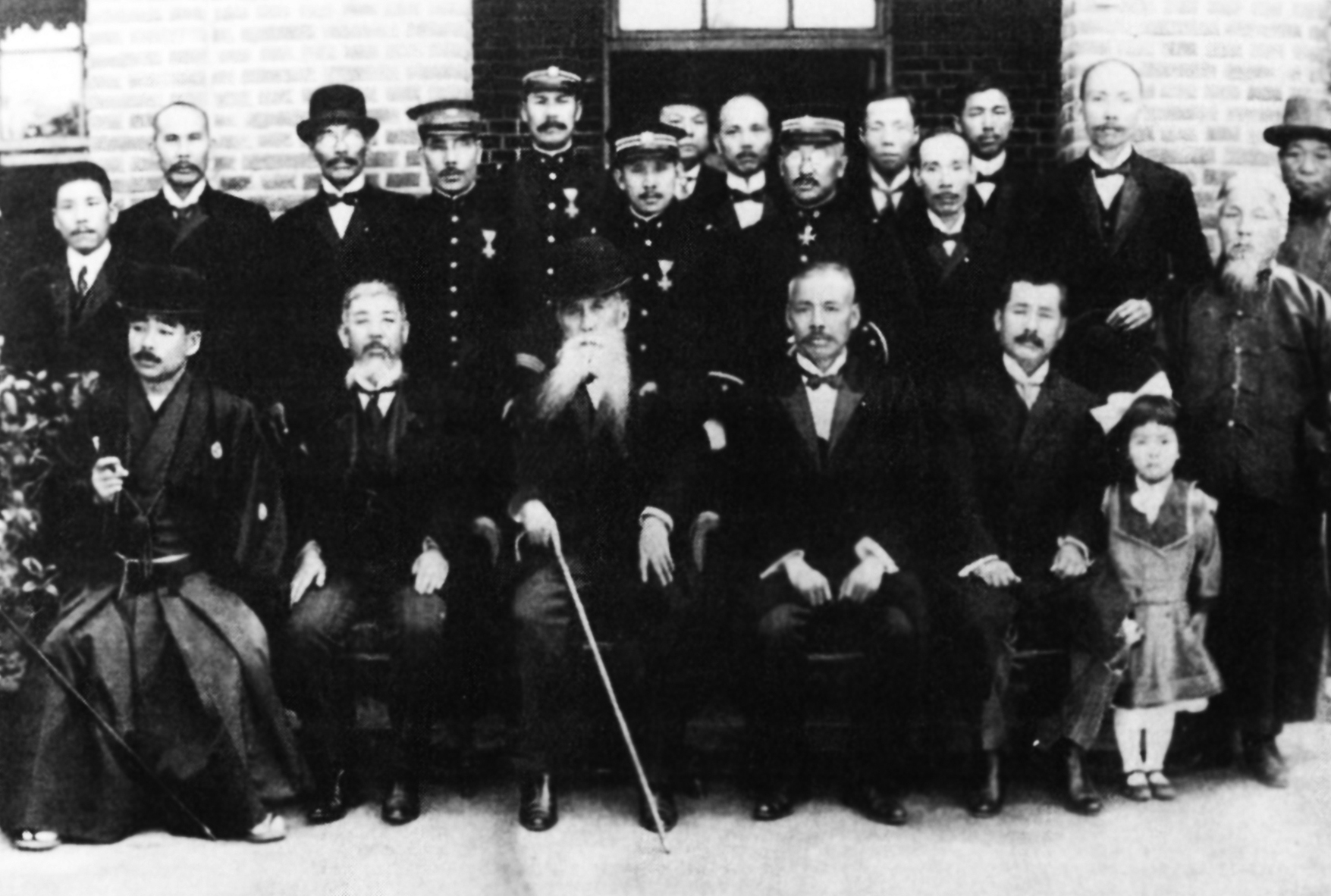
台湾同化会の設立 - 板垣退助（前列中央）、蔡培火（後列中央）、林献堂（後列右から2人目）台湾にて撮影

1907年（明治40年）、台湾総督府国語学校師範部に入学し、1910年（明治43年）に卒業すると公学校で教員を務めた。1914年（大正3年）12月20日成立の「台湾同化会」に加わり、「ローマ字運動」を推進した。「ローマ字運動」とは、キリスト教長老会が布教のため使っていた福佬語のローマ字表記法を民衆啓蒙のため普及させようとする運動である。「台湾同化会」は、台湾総督府の強い圧力により、翌1915年（大正4年）1月26日には解散させられたので、蔡培火も教職を離れることを迫られた。その後、親友の林献堂の資金援助によって日本に留学し、東京高等師範学校理科第二部（物理化学科）に合格する。これは台湾人による日本の大学・専門学校入学の第一号だった。1919年（大正8年）、蔡培火の奔走で、東京にいる台湾人留学生を中心に「啓発会」が発足した。「啓発会」は、「六三法」の撤廃を目標としたが、資金難等のため、「新民会」に発展的に解消した。1920年（大正9年）の帰国後、1920年（大正9年）以降始まる「台湾議会設置請願運動」に参加した。また、1921年（大正10年）蔣渭水が提唱し、林献堂が先頭に立って青年学生を結集して「台湾文化協会」が結成されると、これに加入した。さらに、「台湾民報」の創立にも協力した。

## 治警事件
1922年（大正12年）台湾では、「台湾議会設置請願運動」と「台湾文化協会」を分離させて、「台湾議会期成同盟会」を設立する構想があった。
これらを含め台湾総督府からの上申により、「台湾における言論、集会、結社並びにこれに伴う多衆運動の取締」のため1922年（大正12年）12月8日に大正12年勅令第521号（質屋取締法外十六件施行ニ關スル件）により「治安警察法」が台湾にも適用された。蔡培火、蔣渭水ら14名は1924年（大正14年）3月1日に、が起訴され、一審判決では全員無罪とされるも、同年10月29日二審判決では、蔣渭水と蔡培火が懲役4か月の判決を受けた。

## 「台湾文化協会」の分裂から「台湾地方自治聯盟」への加入
1927年（昭和2年）1月3日、「台湾文化協会」が正式に分裂した。左派の連温卿が「（新）台湾文化協会」の労農階級路線を推し進めた。林献堂、蔡培火、蔣渭水らは、共に「台湾民衆党」を結成した。ところが「台湾民衆党」においても、蔣渭水による労働者農民運動を支持する動きに対して不満が募り、1930年8月、蔡培火は台湾地方自治聯盟に加入し、12月には台湾民衆党から除籍される。1937年、日中戦争の勃発とともに、蔡個人への軍部等からの圧迫が強くなったので台湾を離れて東京へ移住した。「味仙」という中華料理屋を開いて生活を維持したが、ときに警察に拘留されることもあり、1942年には上海へと転じた。

## 戦後
1945年（昭和20年）の日本降伏後すぐに蔡培火は中国国民党に加入し、1年後に台湾に戻った。1948年（民国37年）の立法委員選挙に当選し、1950年には行政院長の陳誠の招聘により政務委員に就任した。また、1952年（民国41年）には中華民国赤十字本部の副会長と台湾省分会の会長を兼任する。1974年（民国63年）、蔡培火は赤十字から20万元を拠出して中華民国献血運動協会を創設し、自ら会長を務めた。また前後して、台北、台中、台南、高雄に4つの献血センターを置いた。
1983年（民国72年）1月4日、病により死去した。享年95歳。